# Juan Michel
Juan Michel fue un explorador, hijodalgo y conquistador español, conocido con el mote de “El Portugués” o “El Montañés”, recordado por haber participado en las primeras expediciones de exploración en el estado de Jalisco; ser el fundador de varios asentamientos en la región, y además haber sido Alcalde primero y segundo de la villa de Guadalajara, así como regidor perpetuo de la misma. 
Nació en el año de 1503 en el norte de la península ibérica, siendo hijo del conquistador Diego de San Martín y de Elvira Ordóñez. 

## Conquistador
En 1520 llega a la Nueva España con las fuerzas de Nuño Beltrán de Guzmán, donde participó en diferentes hechos de armas en la conquista de lo que sería Nueva Galicia.
Juan Michel aparece en el Padrón en 1541 como uno de los primeros 63 vecinos enlistados en el pueblo de Tetlán (zona conurbada de Guadalajara en la actualidad). Ese mismo año participó en la batalla del peñón del Mixtón el 16 de diciembre, donde fue herido, y que el historiador Matías Ángel de la Mota Padilla describe de la siguiente forma:

"Después del desastre del “Peñón de Nochistlán... determinó Cristóbal de Oñate ponerse en arma para la defensa de Guadalajara; llenóse de confusión la corta ciudad de Guadalajara, lloráronse por muertos todos los que habían salido, a cuyo tiempo fue llegando Juan Michel, flechado todo el cuerpo y el caballo mal herido, y que apenas podía dar paso; fuese a desmontar a su casa, en donde le recibió su madre y una hermana suya, casada con el Capitán Diego Vázquez de Buendía; y aunque todos acudían a informarse de lo acaecido, y cada interesado preguntaba por los suyos, no acertaba a dar más razón, que habían sido desbaratados y que no estaba más que para confesarse, pues Dios le había dado tiempo".

## Encomendero
Fue encomendero de Yahualica, hasta que ésta le fue quitada en favor de Juan de Alhejo, quien la vendió a Cristóbal Romero y éste la pasó a su yerno Francisco de Olivares. 
En 1548 compró los derechos de encomienda a Andrés Villanueva del pueblo de Juchitlán, mismos que conservó hasta 1570.
De igual forma, y al casarse con Catalina Mena, administró la encomienda de Cópala, que tenía Francisco de la Mota y fue tutor de sus hijos: Francisco, que murió ahogado en un río en 1556; Gaspar de la Mota, infante a la muerte de su padre; y una hija llamada Antonia. Por el año de 1555, y al fallecimiento de Catalina de Mena, la Real Audiencia le quitó el pueblo de Cópala y las estancias de Huáscato.

## Armas
En 1562 Juan Michel hizo un viaje a España con su hijastro de veinte años Gaspar de la Mota para pedir mercedes al rey Felipe II de España, que los hizo a ambos Regidores perpetuos de Guadalajara, y a cada uno les dio ayuda de 300 pesos de minas al año por todos los días de su vida; además de otorgarles el privilegio de armas propias para sí y sus descendientes.

"Don Felipe, etc..... Por cuanto por parte de vos. Juan Michel, vecino de la ciudad de Guadalajara, de la provincia de Galicia, de la Nueva España, me ha sido hecha relación que vos sois uno de los primeros conquistadores y pobladores de la dicha provincia, donde nos habéis servido como leal vasallo y servidor nuestro, con vuestras armas y caballos y criados, poniéndonos siempre á los mayores peligros y trabajos, por os aventajar de los otros, especialmente que estando rebelados los indios de la dicha provincia en el peñol del Miztón, os hallaste muy mal herido y á punto de muerte, y estuvisteis sobre él hasta tanto que quedaron todos pacíficos, y después fuisteis con los capitanes Don Pedro de Alvarado y Cristóbal de Oñate a socorrer la ciudad de Compostela que la tenían cercada los indios, y la ayudasteis á pacificar, y asimismo ayudasteis á conquistar el peñón de Xala, estando en compañía del capitán Juan de Villalba; en todo lo cual y en otras muchas cosas nos había des servido muy principalmente y con gran riesgo y peligro de la vida, y sólo con celo de nos servir y continuar lo que vuestros pasados habían hecho siempre que se ofreció, como constaba y parecía por cierta información de que ante Nos, en el nuestro Consejo de las Indias, por vuestra parte fue hecha presentación, y me fue suplicado que en gratificación de vuestros servicios, y para que de vos y de los quedase perpetua memoria, y vos y vuestros hijos y descendientes de ellos fuéseles más honrados, vos mandásemos dar por armas un escudo que en el medio del escudo de armas esté un peñol alto, y de la una parte del a la mano derecha esté un tigre de su color, en salto, subiendo por el peñol arriba; y de la otra parte del dicho peñol, a la mano izquierda, esté un hombre codo armado de armas blancas, con una espada en la mano derecha, y una adarga en el brazo izquierdo, caballero en un caballo blanco, que va subiendo por un camino del dicho peñol arriba, y encima del dicho peñol esté una estrella de oro en campo azul, y por orla cinco veneras coloradas con perfiles blancos, en campo de oro, y un yelmo cerrado con su rollo torcido, y por divisa un tigre puesto en salto, y sus trascoles y dependencias á follajes de azul y oro, ó como la mi merced fuese". Dado en Madrid el 14 de febrero de 1563 por el rey Felipe II de España.

## Familia
Michel fue hijo del conquistador Diego de San Martín, encomendero de los pueblos de Cópala, Tequila y Chapala, que poseyó hasta su muerte poco después de 1530 a su regreso de España y de la toma de Tonalá, y que Nuño Beltrán de Guzmán le quitó a su viuda Elvira Ordóñez en favor de un criado suyo llamado Diego Díaz.
Juan Michel tuvo dos hermanos: Juana Velázquez, que casó con el Capitán Diego Vázquez de Buendía; y Cristóbal de Ordóñez, conocido como “El Castellano”, que nació por el año 1526 y que fue alcalde de Villa Purificación y encomendero de Ayutla.
Contrajo nupcias en el año de 1541 con Catalina Mena, viuda del conquistador Francisco de la Mota, que falleció en la Guerra del Mixtón, y con quien tuvo una hija llamada Ana, que casó con Pedro Enciso. Juan Michel administró la encomienda de Copala, que tenía Francisco de la Mota. Además, fue tutor de los hijos de Francisco de la Mota: Francisco de la Mota (que murió ahogado en un río entre 1555 y 1556), Gaspar de la Mota que era infante a la muerte de su padre, y una hija. 
|  |                                  |  |  |  |  |  |  |  |  |  |  |  |  |  |  |  |
|  | 4. Michel de Aloz, Mayor de León |  |  |  |  |  |  |  |  |  |  |  |  |  |  |  |
|  |                                  |  |  |  |  |  |  |  |  |  |  |  |  |  |  |  |
|  |                                  |  |  |  |  |  |  |  |  |  |  |  |  |  |  |  |
|  | 2. Diego de San Martín           |  |  |  |  |  |  |  |  |  |  |  |  |  |  |  |
|  |                                  |  |  |  |  |  |  |  |  |  |  |  |  |  |  |  |
|  |                                  |  |  |  |  |  |  |  |  |  |  |  |  |  |  |  |
|  | 5. Isabel de Haro                |  |  |  |  |  |  |  |  |  |  |  |  |  |  |  |
|  |                                  |  |  |  |  |  |  |  |  |  |  |  |  |  |  |  |
|  |                                  |  |  |  |  |  |  |  |  |  |  |  |  |  |  |  |
|  | 1. Juan Michel                   |  |  |  |  |  |  |  |  |  |  |  |  |  |  |  |
|  |                                  |  |  |  |  |  |  |  |  |  |  |  |  |  |  |  |
|  |                                  |  |  |  |  |  |  |  |  |  |  |  |  |  |  |  |
|  | 6. Juan de Mateos                |  |  |  |  |  |  |  |  |  |  |  |  |  |  |  |
|  |                                  |  |  |  |  |  |  |  |  |  |  |  |  |  |  |  |
|  |                                  |  |  |  |  |  |  |  |  |  |  |  |  |  |  |  |
|  | 3. Elvira Ordóñez                |  |  |  |  |  |  |  |  |  |  |  |  |  |  |  |
|  |                                  |  |  |  |  |  |  |  |  |  |  |  |  |  |  |  |
|  |                                  |  |  |  |  |  |  |  |  |  |  |  |  |  |  |  |
|  | 7. Olaya Ordóñez                 |  |  |  |  |  |  |  |  |  |  |  |  |  |  |  |
|  |                                  |  |  |  |  |  |  |  |  |  |  |  |  |  |  |  |
|  |                                  |  |  |  |  |  |  |  |  |  |  |  |  |  |  |  |